# Klaus Knuth
Klaus Knuth (26 de agosto de 1935 - 26 de abril de 2012) fue un actor germano suizo. 

## Biografía
Nacido en Hamburgo, Alemania, era hijo de los actores Gustav Knuth y Gustl Busch. Tras divorciarse sus padres, vivió con su madre, hasta que en la temporada 1946/1947 llegó a Zúrich para ver a su padre, que trabajaba en el Schauspielhaus Zürich. En esa ciudad completó sus estudios escolares y, aunque deseaba trabajar como operador de cámara, Klaus Knuth se dio cuenta en una representación teatral escolar de lo fácil que resultaba actuar para él.
Finalmente se formó en Viena en el Seminario Max Reinhardt. Después consiguió actuar en el Theater in der Josefstadt de Viena (1958/1959), en el Düsseldorfer Schauspielhaus (1959–1962) y en el Teatro de Cámara de Múnich (1962–1965). En el Düsseldorfer Schauspielhaus actuó en la temporada 1960/1961 encarnando a Aston en la obra The Caretaker (estrenada en alemán el 29 de octubre de 1960). Llegó en 1965 al Schauspielhaus Zürich, siendo miembro de su compañía hasta su jubilación en el año 2000, y actuando en un principio junto a su padre. Aún después de su retiro, Klaus Knuth siguió actuando en el Schauspielhaus Zürich, aunque como actor independiente. Su última aparición en ese teatro fue en una lectura en junio de 2011.
Entre los papeles teatrales de Klaus Knuth figuran el de Rodrigo en Otelo (1965, dirección de Leopold Lindtberg), Andrés en Woyzeck (1972, dirección de Friedrich Dürrenmatt), el Conde Appiani en Emilia Galotti (1974, dirección de Friedrich Dürrenmatt) y el Oskar Rose en Los físicos (1987, dirección de Achim Benning). En la temporada 1975/1976 encarnó al policía en la obra de Bertolt Brecht El alma buena de Szechwan (dirección de Manfred Wekwerth, estrenada en marzo de 1976). En 1981, bajo la dirección de Werner Düggelin, fue Donati en el estreno mundial de Grossvater und Halbbruder, obra escrita por Thomas Hürlimann. En el Schauspielhaus Zürich actuó una y otra vez en obras de Friedrich Dürrenmatt, siendo Herzog en la comedia Die Frist (estreno mundial en octubre de 1977), participando también en el estreno en octubre de 1983 de otra comedia del escritor, Achterloo.
Knuth actuó en la temporada 2008/2009 en el Stadttheater de Berna, en el estreno mundial del proyecto teatral Ebenda – Ein Gedächtnistheater, bajo dirección de Lukas Bärfuss.
Klaus Knuth no alcanzó la fama de su padre, pero actuó en una treintena de producciones cinematográficas y televisivas. En 1957 trabajó junto a Romy Schneider, encarnando al Príncipe Ludwig, en el largometraje Sissi – Schicksalsjahre einer Kaiserin. Coincidió con su padre en la miniserie televisiva Die Powenzbande (1973), y en 1981 actuó con Bruno Ganz en el largometraje Der Erfinder, dirigido por Kurt Gloor.
Estuvo casado con la actriz Hannelore Fischer, sobrina de O. W. Fischer. Su hija Nicole, también actriz, forma parte de la pareja Knuth und Tucek. El actor falleció en Küsnacht, Suiza, en el año 2012.

## Filmografía (selección)
- 1957 : Sissi – Schicksalsjahre einer Kaiserin
- 1957 : Scherben bringen Glück
- 1965 : Gewagtes Spiel (serie TV), episodio Es brennt!
- 1969 : Salto Mortale (serie TV)
- 1970 : Mein Freund Harvey (telefilm)
- 1972 : Hamburg Transit (serie TV), episodio Endstation Fuhlsbüttel
- 1973 : Die Powenzbande (miniserie)
- 1973 : Eine Armee Gretchen
- 1975 : Eurogang (serie TV), episodio Ein Wagen voll Madonnen
- 1976 : Der Stumme
- 1977 : MS Franziska  (serie TV)
- 1981 : Der Erfinder

## Radio
- 1959 : Morgen werden wir reich, de Raoul Wolfgang Schnell
- 1962 : Rendezvous um sieben, de Otto Düben
- 1964 : Der Mann, der Sherlock Holmes war, de Otto Kurth
- 1964 : Sir Arthur Conan Doyle, de Otto Kurth
- 1964 : Der Mittelstürmer starb im Morgenlicht, de Werner Hausmann
- 1964 : Waldhausstraße 20, de Walter Ohm
- 1964 : Moby-Dick, de Walter Andreas Schwarz
- 1964 : Hamlet, Prinz von Dänemark, de Helmut Brennicke
- 1975 : Grünzone, de Hans Ulrich Minke
- 1977 : Die Frist
- 1995 : Dr. Doolittle und der Zirkus, de Lilian Westphal